# Округ Сент Луис (Мисури)
Округ Сент Луис (енгл. St. Louis County) је округ у америчкој савезној држави Мисури.

## Демографија
По попису из 2010. године број становника је 998.954, што је 17.361 (-1,7%) становника мање него 2000. године.
| Група             | 2000.           | 2010.           |
| Белци             | 772.041 (76,0%) | 687.984 (68,9%) |
| Афроамериканци    | 193.306 (19,0%) | 233.029 (23,3%) |
| Азијати           | 22.606 (2,2%)   | 34.597 (3,5%)   |
| Хиспаноамериканци | 14.577 (1,4%)   | 25.024 (2,5%)   |
| Укупно            | 1.016.315       | 998.954         |